# Рафаэль, Юваль
Юваль Рафаэль (ивр. יובל רפאל‎, род. 5 ноября 2000, Тель-Авив) — израильская певица. Представляла Израиль на конкурсе песни Евровидение-2025 в Базеле, Швейцария, где заняла 2-е место в общем результате (1-е — по голосованию зрителей, получив 297 баллов и 14-е — по голосованию жюри с 60 баллами).
Она пережила налет палестинских боевиков на фестиваль Supernova во время нападения ХАМАС на Израиль 7 октября, получив осколочные ранения и притворившись мёртвой в убежище недалеко от кибуца Беэри.

## Биография
Рафаэль родилась, выросла и получила образование в Раанане, Израиль, в семье Лиат и Цвики Рафаэль. В возрасте шести лет она переехала с родителями в Швейцарию, где они прожили около трёх лет. В юности она изучала театральное искусство и арабский язык в Раанане.
Рафаэль присутствовала на музыкальном фестивале Supernova Sukkot Gathering в Реиме 7 октября 2023 года, когда возглавляемые ХАМАС палестинские боевики напали на участников фестиваля, убили 364 участника и взяли в заложники 40 человек. Она спряталась в убежище смерти недалеко от кибуца Беэри вместе с 50 другими людьми. После того, как боевики ХАМАС бросили гранаты в убежище, она получила осколочные ранения и притворилась мёртвой, что в конечном итоге спасло ей жизнь; она была одной из 12 выживших. В своей речи перед Советом по правам человека ООН она описала ужасы, свидетелем которых она стала во время нападения. Она также заявила, что столкнулась с враждебностью со стороны некоторых участников ООН, когда надела жёлтую ленту — символ солидарности с израильскими заложниками, всё ещё удерживаемыми ХАМАС.
19 ноября 2024 года состоялось прослушивание Рафаэль для одиннадцатого сезона шоу HaKokhav HaBa, которое стало отбором израильских исполнителей на конкурс песни Евровидение-2025. Она исполнила песню Anyone и прошла в следующий тур с результатом 98 %. В конце концов, 22 января 2025 года она вышла в финал, где исполнила Dancing Queen и Writing’s on the Wall. Она заняла первое место и была выбрана представлять Израиль на Евровидении. 9 марта в прямом эфире телеканала Кан 11 была представлена песня New Day Will Rise (рус. Новый день настанет), которую Юваль Рафаэль исполнила на конкурсе Евровидение-2025. Автор музыки и текста — израильская певица и композитор Керен Пелес, а продюсированием и аранжировкой занимался Томер Биран. Композиция включает строки из «Песни песней» и исполняется на английском, иврите и французском языках.

## Музыкальный стиль
С раннего возраста Юваль Рафаэль слушала классическую музыку, джаз, блюз и психоделический рок; теперь она развивает стиль, на который в основном повлияли такие поп-исполнители, как Бейонсе, Фредди Меркьюри и Селин Дион — их она назвала в нескольких интервью своими ориентирами.

## Личная жизнь
Юваль Рафаэль проживает в Раанане.